# Archer City
Archer City è una località degli Stati Uniti d'America, capoluogo della contea di Archer, nello Stato del Texas. La città si trova al bivio della strada statale 79 (la Texas Highway 79) e la strada statale 25 (Texas Highway 25). È localizzata a 25 miglia a sud di Wichita Falls, e fa parte della Wichita Falls Metropolitan Statistical Area. In base ad un censimento del 2010, la popolazione di Archer City ammonta intorno ai 1 834 abitanti.
La città prende il nome da Branch Tanner Archer, un commissario della Repubblica del Texas.
Il sindaco della città è Kelvin Green, eletto nel maggio 2014.

## Geografia fisica
Secondo l'Ufficio del censimento degli Stati Uniti d'America la città ha un'area totale di 2.2 miglia quadrate (5,7 km²), di cui 2.2 miglia quadrate (5,7 km²) sono terra, mentre 0,04 miglia quadrate (0,10 km², corrispondenti al del territorio) sono costituiti dall'acqua. Il clima in questa zona è caratterizzata da estati umide e inverni generalmente non troppo rigidi. Secondo la Classificazione dei climi di Köppen, Archer City ha un clima subtropicale umido, abbreviato come "TUF" sulle mappe climatiche.

## Società

### Evoluzione demografica
| Anno       | Popolazione | ±%     |
| ---------- | ----------- | ------ |
| 1910       | 825         | Note:  |
| 1920       | 689         | −16.5% |
| 1930       | 1,512       | 119.4% |
| 1940       | 1,675       | 10.8%  |
| 1950       | 1,901       | 13.5%  |
| 1960       | 1,974       | 3.8%   |
| 1970       | 1,722       | −12.8% |
| 1980       | 1,862       | 8.1%   |
| 1990       | 1,748       | −6.1%  |
| 2000       | 1,848       | 5.7%   |
| 2010       | 1,834       | −0.8%  |
| Stima 2015 | 1,754       | −4.4%  |

Secondo il censimento del 2010, c'erano 1,834 persone, 758 nuclei familiari e 506 famiglie residenti nella città. La densità di popolazione era di 837.3 persone per miglio quadrato (322.9/km²). C'erano 869 unità abitative a una densità media di 393.7 per miglio quadrato (151.8/km²). La composizione etnica della città era formata dal 97.56% di bianchi, lo 0.70% di nativi americani, lo 0.81% di altre razze, e lo 0.92% di due o più etnie. Ispanici o latinos di qualunque razza erano il 2.33% della popolazione.
C'erano 758 nuclei familiari di cui il 33.5% aveva figli di età inferiore ai 18 anni, il 56.2% erano coppie sposate conviventi, l'8.4% aveva un capofamiglia femmina senza marito, e il 33.2% erano non-famiglie. Il 30.5% di tutti i nuclei familiari erano individuali e il 14.6% aveva componenti con un'età di 65 anni o più che vivevano da soli. Il numero di componenti medio di un nucleo familiare era di 2.38 e quello di una famiglia era di 2.99.
La popolazione era composta dal 25.6% di persone sotto i 18 anni, il 7.5% di persone dai 18 ai 24 anni, il 25.9% di persone dai 25 ai 44 anni, il 22.5% di persone dai 45 ai 64 anni, e il 18.5% di persone di 65 anni o più. L'età media era di 39 anni. Per ogni 100 femmine c'erano 88.6 maschi. Per ogni 100 femmine dai 18 anni in su, c'erano 83.1 maschi.
Il reddito medio di un nucleo familiare era di 29,886 dollari, e quello di una famiglia era di 36,563 dollari. I maschi avevano un reddito medio di 29,524 dollari contro i 18,977 dollari delle femmine. Il reddito pro capite era di 19,140 dollari. Circa il 11.3% delle famiglie e il 13.5% della popolazione erano sotto la soglia di povertà, incluso il 13.8% di persone sotto i 18 anni e il 17.9% di persone di 65 anni o più.

## Cultura

### Istruzione
Archer City è servita dalla Archer City Independent School District. Sono inoltri presenti due campus scolastici: la Archer City High School (Grado 7-12) e la Archer City Elementary School (K-6).